# Пампулов, Моисей Аронович
Моисе́й (Моше́) Аро́нович Пампу́лов (Панпу́лов; 1801 — 1884) — предводитель (гевир) евпаторийских караимов, потомственный почётный гражданин, городской голова Евпатории (1861—1863), участник Крымской войны. Отец гахама С. М. Пампулова.

## Биография
Родился в 1801 году в караимской семье. Отец — Арон Моисеевич Пампулов (? — 1840), евпаторийский 1-й гильдии купец, гевир евпаторийских караимов. Братья — Бераха и Самуил, сестра Марьям.
Занимаясь торговлей, в 1834 году открыл хлебные магазины в Ялте. В 1839 году был одним из кандидатов на пост Таврического и Одесского караимского гахама. В 1846 году семья Пампуловых была удостоена Правительствующим  сенатом в звание потомственного почётного гражданства. До 1847 года проживал в Николаеве, откуда возвратился в Евпаторию. Во время Крымской войны оказывал всяческую помощь русской армии. Так, например, им было предоставлено для нужд армии 1585 десятин земли в Евпаторийском уезде с двумя водопойными колодцами, за что он был награждён медалью «В память войны 1853—1856». В ночь на 15 апреля 1854 года, во время пребывания в Евпатории англо-французского флота, вооружившись огнестрельным оружием, М. А. Пампулов вместе с М. С. Нейманом и М. Луцким охраняли жителей города от грабежей и беспорядков. По окончании войны с купцами Демерджи, Синани и Тонгуром участвовал в восстановлении имущества и общественных зданий Евпатории, понесших ущерб во время боевых действий. Также он был ответственным за приведение Евпатории в надлежащее санитарное состояние. В 1860 году М. А. Пампулову было присвоено звание купца первой гильдии. Много лет был гласным евпаторийской городской думы, а  с 1861 по 1863 годы состоял городским головой Евпатории. Помогал археологу А. С. Фирковичу по разбору и переводу древних рукописей, о чём тот упоминает в своей книге «Авне зиккарон».
Обладал поэтическим талантом: написал несколько эпиграмм и стихотворений на древнееврейском и караимском языках.
Умер в 1884 году.

## Награды
- Золотая медаль с надписью «За усердие» для ношения на шее на Аннинской ленте (1834)[12]
- Золотая медаль с надписью «За усердие» для ношения на шее на Владимирской ленте (1849)[13]
- Серебряная медаль «За защиту Севастополя»
- Бронзовая медаль «В память войны 1853—1856»[14]

## Факты
- Фотография Моше Панпулова экспонировалась на Русской этнографической выставке, проходившей в 1867 году в Москве[15].